# Putjatin (obitelj)
Putjatin (ruski:  Путятин) Rjurikovička je obitelj s vladarskim i plemenitim linijama. Potječu od vojvoda autonomne kneževine Druck, negdje sredinom 15. stoljeća.

## Značajne ličnosti kneževske obitelji
- Princ Nikolaj Putjatin, ruski filantrop i filozof.
- Vojvoda Mikiitta Iivananpoika Putjatin nastanio se nakon sredine 15. stoljeća u službu Moskve i dobio posjede od Ivana III.
- Vojvoda Taavetti Mikiitanpoika Putjatin držao je početkom 16. stoljeća izvanrednu gomilu zemljišnih posjeda u Kareliji od Käkisalmija u istočnoj Finskoj. Rodonačelnik je svih danas živućih članova kneževske obitelji Putjatin. U poreznom registru Vatje iz 1500. godine nalazi se nekoliko njegovih posjeda.
- Vojvoda Sergej Putjatin, drugi suprug velike kneginje Marije Pavlovne mlađe (1890. – 1958.)

## Članovi ostalih (ne-kneževskih) obitelji Putiatin
- Jevfimije Putjatin, ruski admiral. Nije bio član kneževske obitelji Rjukoviči, već je admiral poticao iz druge obitelji s istim prezimenom